# Max Seddig
Max Seddig (* 19. Februar 1877 in Crimmitschau; † 12. Mai 1963 in Frankfurt am Main) war ein deutscher Physiker und Fotopionier.

## Leben
Seddig wurde als Sohn des Telegraphenobersekretärs Wilhelm Seddig in Crimmitschau geboren. Er besuchte die humanistische Thomasschule zu Leipzig. Danach studierte er Medizin, Physik und Mathematik an der Universität Leipzig und bei August Bier und Franz Richarz an der Universität Greifswald. Er wurde 1902 bei Richarz mit der Dissertation Darstellung des Verlaufes der elektrischen Kraftlinien und insbesondere ihrer Richtungsänderungen durch Dielektrika an der Universität Marburg zum Dr. rer. nat. promoviert. Er habilitierte 1908 mit der Arbeit Messung der Temperaturabhängigkeit der Brownschen Molekularbewegung an der Akademie für Sozial- und Handelswissenschaften in Frankfurt am Main. 1909 gründete er ein Laboratorium für wissenschaftliche Photographie im Physikalischen Verein in Frankfurt. 1915 wurde er Professor an der Johann-Wolfgang-Goethe-Universität Frankfurt am Main. Er entwickelte einen neuen Röhrentyp, die sogenannte Seddig-Röhre (heute im Deutschen Museum). Ab 1916 arbeitete er für das Kriegsministerium: Es ließ in Würzburg eine Fabrik zur Röhrenproduktion errichten, die Seddig leitete. 1933 ernannte man ihn zum ordentlichen Professor in Frankfurt. 1935 wurde er Direktor des Instituts für Angewandte Physik. Im Herbst 1944 wurde Seddig, der dem Nationalsozialismus gegenüber ablehnend eingestellt war, von Hans-Joachim Schumacher, Professor für Chemie, bei der Gestapo denunziert. 1949 wurde er emeritiert.